# Динг, Иоганн Леонгардович
Иоганн Леонгардович Динг (Iоганъ Леонгардъ Дингъ; 1856, Гамбург — XX век) — русский промышленник, владелец шоколадной, кондитерской и макаронной фабрик в Москве. Московский купец 2-й гильдии.

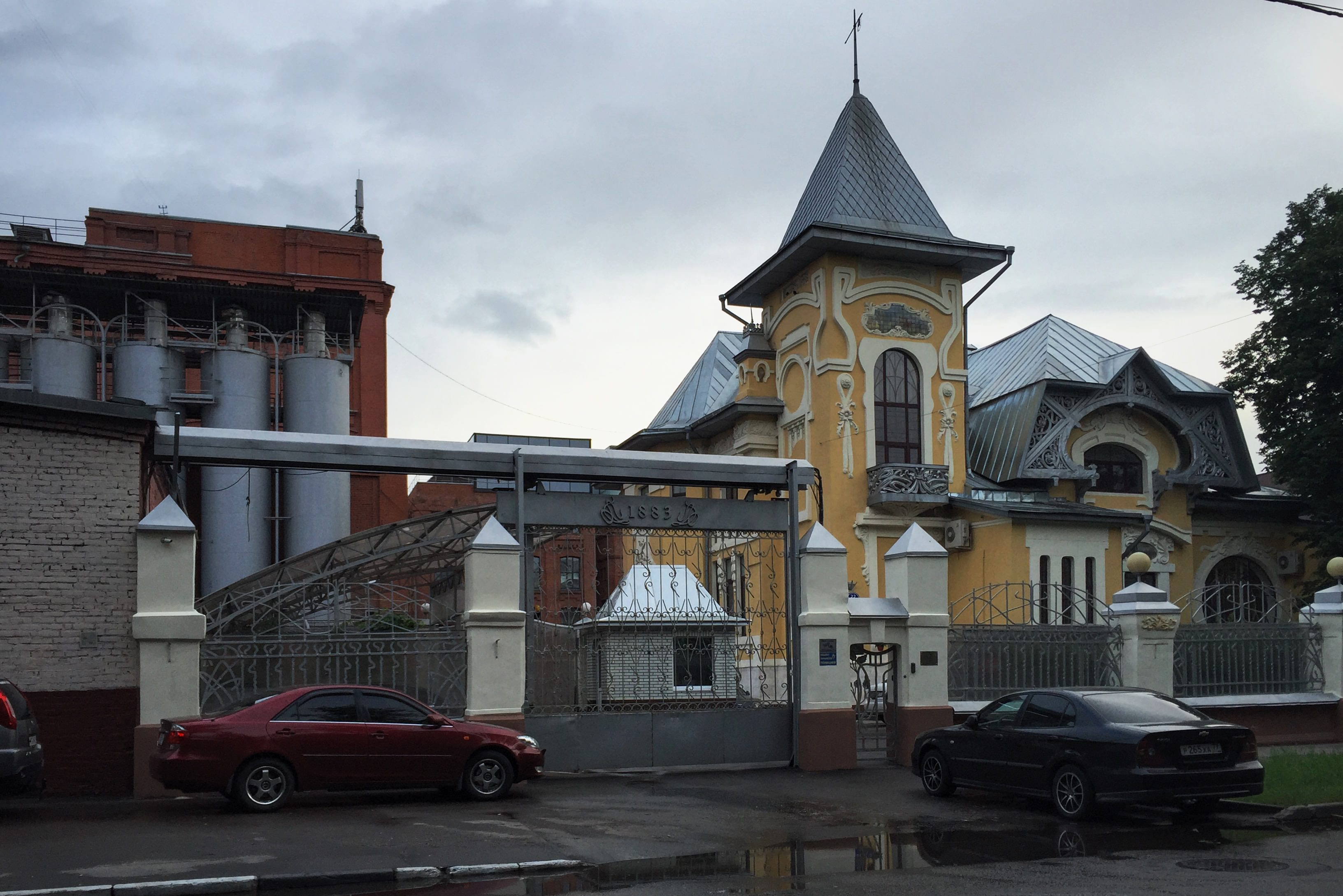
Здание конторы макаронной фабрики, в котором Динг с семьёй прожили более 10 лет («особняк Динга»).

## Биография

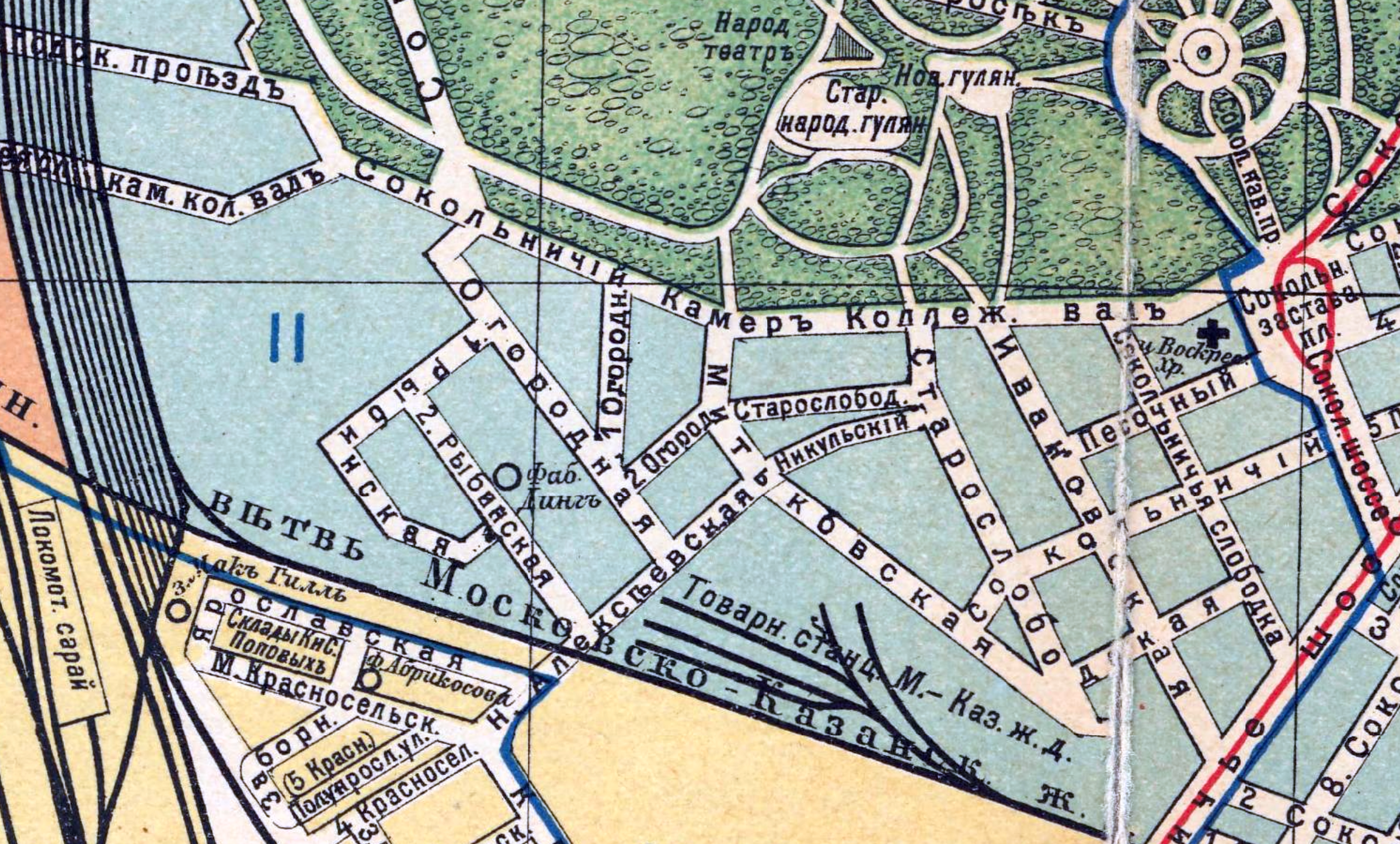
Макаронная фабрика Динг на карте 1915 года

Родился около 1856 года в Германии[уточнить]. Жил в Гамбурге, переехал в Москву.
В 1883 году в доме Клюгина на Раушской набережной основал в Москве паровую макаронную фабрику (Торговый дом «Динг и Галин»). На ней работало 20 рабочих, выпускавших ежедневно 20—25 пудов макарон. Через несколько лет он скупил заводы конкурентов (Монахов, Кудрявцев) и стал владельцем кондитерских фабрик.
В 1895 году Московский генерал-губернатор великий князь Сергей Александрович подписал документ о выделении Дингу участка земли на окраине города, в Сокольниках — у заболоченных берегов речки Рыбинки.
В 1900 году на территории был отстроен шестиэтажный производственный корпус макаронной фабрики «Товарищества Динга», в 1903 году — здание конторы фабрики в стиле немецкого модерна, которое служило Дингу и его семье также и жильём. (Фабрика сохранилась в XXI веке, получив наименование «Экстра М» и принадлежит фирме De Cecco, а здание конторы стало известным как «Особняк Динга» и признано в России объектом культурного наследия.)
В 1909 году шоколадная фабрика Динга производила «Пасхальные шоколадные яйца с сюрпризом».
В 1913 году Макаронная фабрика Динга в Сокольниках по Второй Рыбинской улице (современная 3-я Рыбинская улица) стала главной в России. Всего на заводах Динга в Москве в начале 1910-х годов работало 900 человек.
В конце 1914 года во время Первой мировой войны (когда начались гонения на немцев — см. германофобия), он продал предприятия Николаю Бландову и уехал из Российской империи.
В справочниках «Вся Москва» за 1914 и 1915 годы И. Л. Динг ещё значился, как владелец собственного дома и фабрикант, а в справочнике за 1916 год он отсутствует.
Дальнейшая его судьба после 1915 года неизвестна[уточнить].